# Iré-le-Sec
Iré-le-Sec ist eine französische Gemeinde mit 151 Einwohnern (Stand 1. Januar 2022) im Département Meuse in der Region Grand Est. Sie gehört zum Arrondissement Verdun und zum Kommunalverband Pays de Montmédy.

## Geografie
Die Gemeinde Iré-le-Sec liegt auf 240 m Meereshöhe, etwa sechs Kilometer südlich der Kleinstadt Montmédy und etwa 18 Kilometer westlich der Stadt Longuyon im Nordwesten Lothringens. Die Grenze zu Belgien befindet sich in etwa acht Kilometern Entfernung. Das Dorf erstreckt sich im südöstlichen Vorland der Ardennen.
Das Gemeindegebiet umfasst einen Abschnitt des oberen Chabottales. Der kleine Fluss Chabot entspringt östlich von Iré-le-Sec, wird in seinem Oberlauf zu einigen Weihern aufgestaut und mündet wenige Kilometer nördlich von Iré-le-Sec in Iré-les-Prés, einem Ortsteil von Montmédy, in die Chiers. Die umliegenden Hochflächen überragen das Tal um etwa 50 Höhenmeter, der höchste Punkt wird mit 331 m über dem Meer im nordöstlichen Zipfel des Gemeindegebietes erreicht. Etwa ein Drittel des Gemeindeareales ist bewaldet (Bois du Chabot, Bois Frater). Im Süden hat die Gemeinde einen Anteil am Flugplatz Marville-Montmédy (Base aérienne de Marville-Montmédy), der von 1953 bis 1967 von der Royal Canadian Air Force, bis 2002 teilweise von den Französischen Luftstreitkräften genutzt wurde.
Nachbargemeinden von Iré-le-Sec sind Bazeilles-sur-Othain im Nordosten, Flassigny im Osten, Marville im Südosten, Remoiville und Louppy-sur-Loison im Südwesten, Juvigny-sur-Loison im Westen sowie Montmédy im Nordwesten.

## Geschichte
Der Ort tauchte erstmals im Jahr 1096 als Ureia auf. Über Iray, Yrai-la-Sèche (1402), Irey (1571), Iry-le-Sec (1607), Yvré-le-Secq (1656), Ires-le-Sec (1700) und Iré le Secq (1793) entwickelte sich der Ortsname zum ab 1800 gültigen Iré-le-Sec. Der Zusatz le sec steht für trocken, dürr, herb, regenarm im Gegensatz zum nördlich liegenden Iré-les-Prés (in den Wiesen).
Vor 1790 war Iré-le-Sec Teil des Herzogtums Bar, später gehörte der Ort zur Grafschaft Clermont-en-Beauvaisis, den Pröpsten von Stenay und der Abtei in Juvigny-sur-Loison.

### Bevölkerungsentwicklung
| Jahr      | 1962 | 1968 | 1975 | 1982 | 1990 | 1999 | 2006 | 2013 | 2021 |
| --------- | ---- | ---- | ---- | ---- | ---- | ---- | ---- | ---- | ---- |
| Einwohner | 178  | 178  | 177  | 153  | 133  | 132  | 151  | 158  | 159  |

Im Jahr 1861 wurde mit 600 Bewohnern die bisher höchste Einwohnerzahl ermittelt. Die Zahlen basieren auf den Daten von cassini.ehess und INSEE.

## Sehenswürdigkeiten
- Kirche St. Hubertus (Saint-Hubert), 1849 erbaut
- Lavoir in der Rue de Ladela

## Wirtschaft und Infrastruktur
In der Gemeinde sind zwei Landwirtschaftsbetriebe ansässig (Getreideanbau).
Durch Iré-le-Sec führt die Fernstraße von Longuyon über Montmédy nach Sedan als Teil der Europastraße 44 (Koblenz-Luxemburg-Le Havre). Weitere Straßen verbinden das Dorf mit Remoiville, Juvigny-sur-Loison und Jametz.

## Belege
1. ↑  Ortsname auf cassini.ehess.fr
2. ↑  geneawiki.com mit Buchquelle „Le patrimoine des communes de la Meuse“ von Jocelyn Wolff et al, Verlag Flohic éditions, Paris 1999. Abgerufen am 5. November 2011 (französisch).
3. ↑  Iré-le-Sec auf cassini.ehess
4. ↑  Iré-le-Sec auf INSEE
5. ↑  Landwirtschaftsbetriebe auf annuaire-mairie.fr (französisch)